# Nycteola mauritia
Nycteola mauritia är en fjärilsart som beskrevs av Joannis 1906. Nycteola mauritia ingår i släktet Nycteola och familjen trågspinnare. Inga underarter finns listade i Catalogue of Life.